# París-Roubaix 1991
La París-Roubaix 1991 fou la 89a edició de la París-Roubaix. La cursa es disputà el 14 d'abril de 1991 i fou guanyada pel francès Marc Madiot, que s'imposà en solitari en l'arribada a Roubaix. Jean-Claude Colotti i Carlo Bomans foren segon i tercer respectivament.

## Classificació final
|    | Ciclista            | Equip        | Temps      |
| -- | ------------------- | ------------ | ---------- |
| 1  | Marc Madiot         | R.M.O.       | 7h 08' 19" |
| 2  | Jean-Claude Colotti | Tonton Tapis | + 1' 07"   |
| 3  | Carlo Bomans        | Weinmann     | m. t.      |
| 4  | Steve Bauer         | Motorola     | m. t.      |
| 5  | Franco Ballerini    | Del Tongo    | m. t.      |
| 6  | Wilfried Peeters    | Histor-Sigma | m. t.      |
| 7  | Nico Verhoeven      | PDM          | m. t.      |
| 8  | Marc Sergeant       | Panasonic    | m. t.      |
| 9  | Olaf Ludwig         | Panasonic    | + 1' 41"   |
| 10 | Hendrik Redant      | Lotto        | m. t.      |